# Чуванці
Чуванці — народність на Чукотці. Етнонім походить від юкагирського чаунджі — «приморські, берегові жителі». Антропологи відносять їх до нащадків корінного населення, близького за мовою до юкагирів, яке було згодом асимільоване чукчами, перейшовши на чукотську мову, а потім перейняло російські звичаї будівництва хат і російську мову. Наприкінці XIX століття влада царської Росії припускала, що вони, можливо, є нащадками козаків, які нібито підкоряли ці місця у XVIII столітті.

## Мова
У минулому розмовляли чуванською мовою, що входить до юкагирської сім'ї, нині — чукотською мовою (кочові чуванці) і «марковським» діалектом російської мови (осілі чуванці).

## Чисельність
За всеросійським переписом населення 2002 року чуванців виявилося 1087 осіб, з яких у Чукотському автономному окрузі проживала 951 особа (1,8% населення округу), з них російською мовою володіють 946 осіб (99,5%), а чукотською — 88 осіб (9,2%). Чуванці в Магаданській області (39 осіб, 2002 р.) повністю обрусіли (100% за відсутності володіння чукотською мовою).
Чисельність чуванців у населених пунктах (2002 р.):
Чукотський АО:
- село Марково 255

- місто Анадир 211

- село Чуванське 135

- село Сніжне 111